# Аренадо, Нолан
Нолан Джеймс Аренадо (англ. Nolan James Arenado, 16 апреля 1991, Ньюпорт-Бич, Калифорния) — американский бейсболист, игрок третьей базы клуба Главной лиги бейсбола «Сент-Луис Кардиналс».
На школьном уровне играл за команду «Эль-Торо Чарджерс» из Лейк-Форест, выиграв с ней чемпионат Калифорнийской межшкольной федерации и установив несколько командных рекордов. В Главной лиге бейсбола играет с 2013 года. Девятикратный обладатель Золотой перчатки как лучший игрок в защите на своей позиции. Четырёхкратный обладатель награды Сильвер Слаггер, вручаемой лучшему отбивающему. Шестикратный участник Матча всех звёзд лиги.
Победитель Мировой бейсбольной классики 2017 года в составе сборной США.

## Биография

### Ранние годы
Аренадо родился 16 апреля 1991 года в Ньюпорт-Биче в Калифорнии. Его мать Милли родилась в Куинсе, у неё кубинские и пуэрто-риканские корни. Отец Фернандо — кубинец, переехавший в США в начале 1960-х годов. Нолан второй из трёх сыновей в семье. Его младший брат Джона также бейсболист, играет в системе клуба «Сан-Франциско Джайентс». В бейсбол Нолан начал играть в возрасте пяти лет. С детства он отличался вспыльчивостью, болезненно реагировал на собственные ошибки и спорные решения судей.
Аренадо вырос в Лейк-Форест, там же учился в старшей школе Эль-Торо. За школьную команду «Эль-Торо Чарджерс» он играл на позициях шортстопа, кэтчера и питчера. В 2008 году команда выиграла чемпионат Калифорнийской межшкольной федерации (англ. California Interscholastic Federation). Он завершил чемпионат с показателем отбивания 45,6 % и 32 RBI. В свой последний сезон он был включён в символическую сборную страны по трём разным версиям и признан Самым ценным игроком лиги. Аренадо является рекордсменом школы по количеству RBI (89), общему числу занятых баз (218) и показателю отбивания (47,4 %). В 2014 году школа вывела из обращения номер 12, под которым играл Аренадо. На момент окончания школы он был 32 в национальном рейтинге выпускников и седьмым среди представителей Калифорнии.
Это потрясающе! Бейсбол в школе был важной частью моей жизни. Я любил играть с моими лучшими друзьями, с которыми я до сих пор близок.
В последний год обучения в школе Аренадо отбивал с показателем 51,7 %, но большинство скаутов обращали внимание только на малом числе выбитых им хоум-ранов. Перед драфтом в его характеристике указывали на низкую скорость, неуклюжесть бега и лишний вес. Интерес к Аренадо проявляли «Питтсбург» и «Филадельфия», но они видели его в роли кэтчера. Фаворитами самого игрока были «Лос-Анджелес Доджерс», за которых он болел в детстве, и «Колорадо Рокиз».

### Профессиональная карьера

#### Младшие лиги
На драфте 2009 года Аренадо был выбран «Колорадо» во втором раунде под общим 59 номером. Он отказался от намерения поступить в Университет штата Аризона, который предлагал ему спортивную стипендию, и подписал контракт с клубом. Сумма соглашения составила 625 тысяч долларов. Вторую часть года Нолан провёл в новичковой Лиге пионеров, играя за «Каспер Гостс». Первый полный сезон в профессиональном бейсболе он начал в составе «Ашвилл Туристс», но из-за травмы паха провёл только девяносто две игры в Южно-Атлантической лиге. В обеих командах Аренадо демонстрировал хорошую дисциплину при игре на бите. После окончания сезона 2010 года он приехал в Калифорнию и несколько недель работал вместе с шортстопом «Рокиз» Троем Туловицки, изучая всё, от техники удара до режима дня. Нолан сбросил 25 фунтов веса, работал над ловкостью и реакцией.
В 2011 году Нолан играл в Калифорнийской лиге за «Модесто Натс». Он существенно прибавил в атакующей игре, выбив 20 хоум-ранов и сделав 122 RBI. Работа над силой и точностью броска позволила ему стабильно действовать и в обороне, развеяв сомнения в его перспективах как игрока третьей базы. После завершения чемпионата Аренадо сыграл за фарм-клуб «Рокиз» в Аризонской осенней лиге и был признан Самым ценным её игроком. Неоднозначным стал для Нолана сезон 2012 года, в котором он играл за «Талсу Дриллерс». Он хорошо провёл первую часть сезона, но руководство команды не стало переводить Аренадо в лигу уровнем из-за недостатка профессионализма, а генеральный менеджер «Колорадо» Дэн О’Дауд публично раскритиковал его за «недостаток зрелости».

#### Главная лига бейсбола

##### Колорадо Рокиз

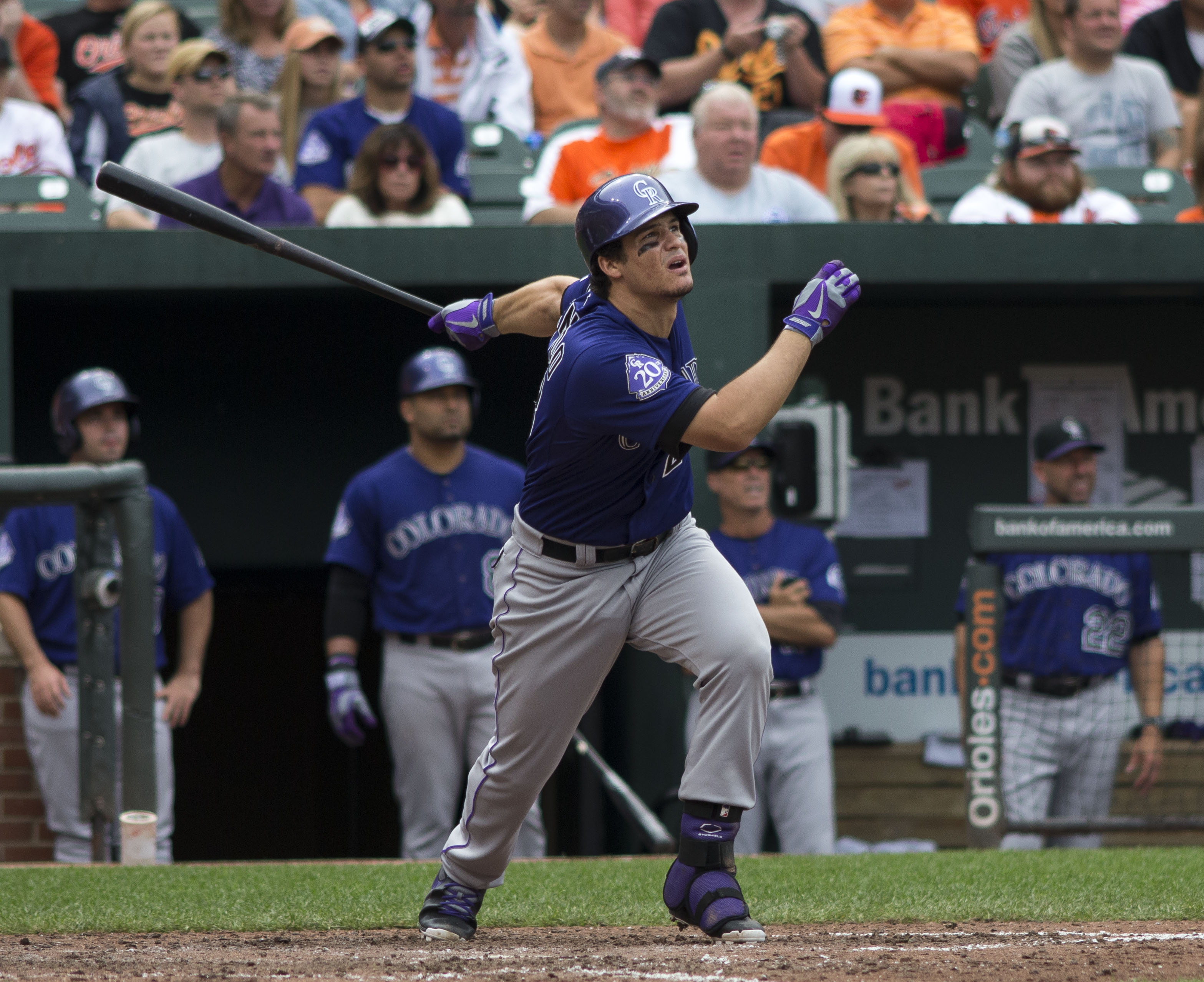
Нолан Аренадо в составе «Колорадо», 2013 год.

Весной 2013 года Нолан всё же был переведён в команду AAA-лиги «Колорадо-Спрингс Скай Сокс». Он изменил отношение к играм и тренировкам, больше не вызывая нареканий со стороны тренеров команды. После удачного старта, уже в апреле Аренадо был вызван в основной состав «Рокиз» и дебютировал в Главной лиге бейсбола. В своём первом сезоне на высшем уровне профессионального бейсбола он сыграл в 133 матчах. Его эффективность на бите была не самой выдающейся, но он великолепно проявил себя как защитник. По итогам регулярного чемпионата Нолан получил Золотую перчатку, вручаемую лучшим игрокам на каждой позиции за их оборонительные действия. Он стал первым новичком-лауреатом после Итиро Судзуки, получившим приз в 2001 году, и всего десятым с момента учреждения награды.
В 2014 году Нолан сыграл в 111 матчах, пропустив начало сезона из-за перелома пальца на руке. Он лучше сыграл в нападении, отбивая с показателем 28,7 % и выбив 18 хоум-ранов. Главный тренер клуба Уолт Уайсс отметил, что Аренадо становится элитным бьющим и если он избежит проблем со здоровьем, то будет звездой лиги. Последние десять игр сезона он пропустил, заболев пневмонией. Несмотря на неполный сезон, Нолан второй год подряд стал обладателем Золотой перчатки.
В статусе звезды Главной лиги бейсбола Аренадо закрепился после сезона 2015 года. К уже привычной, третьей подряд, Золотой перчатке добавилась награда Сильвер Слаггер, вручаемая лучшим бьющим на каждой из позиций. Нолан выбил 42 хоум-рана и сделал 130 RBI, став лучшим по этим показателям в Национальной лиге. Несмотря на высокую результативность, он не вошёл в число претендентов на титул Самому ценному игроку сезона. После завершения сезона «Колорадо» покинул Трой Туловицки и Аренадо занял место лидера команды и главной её звезды.

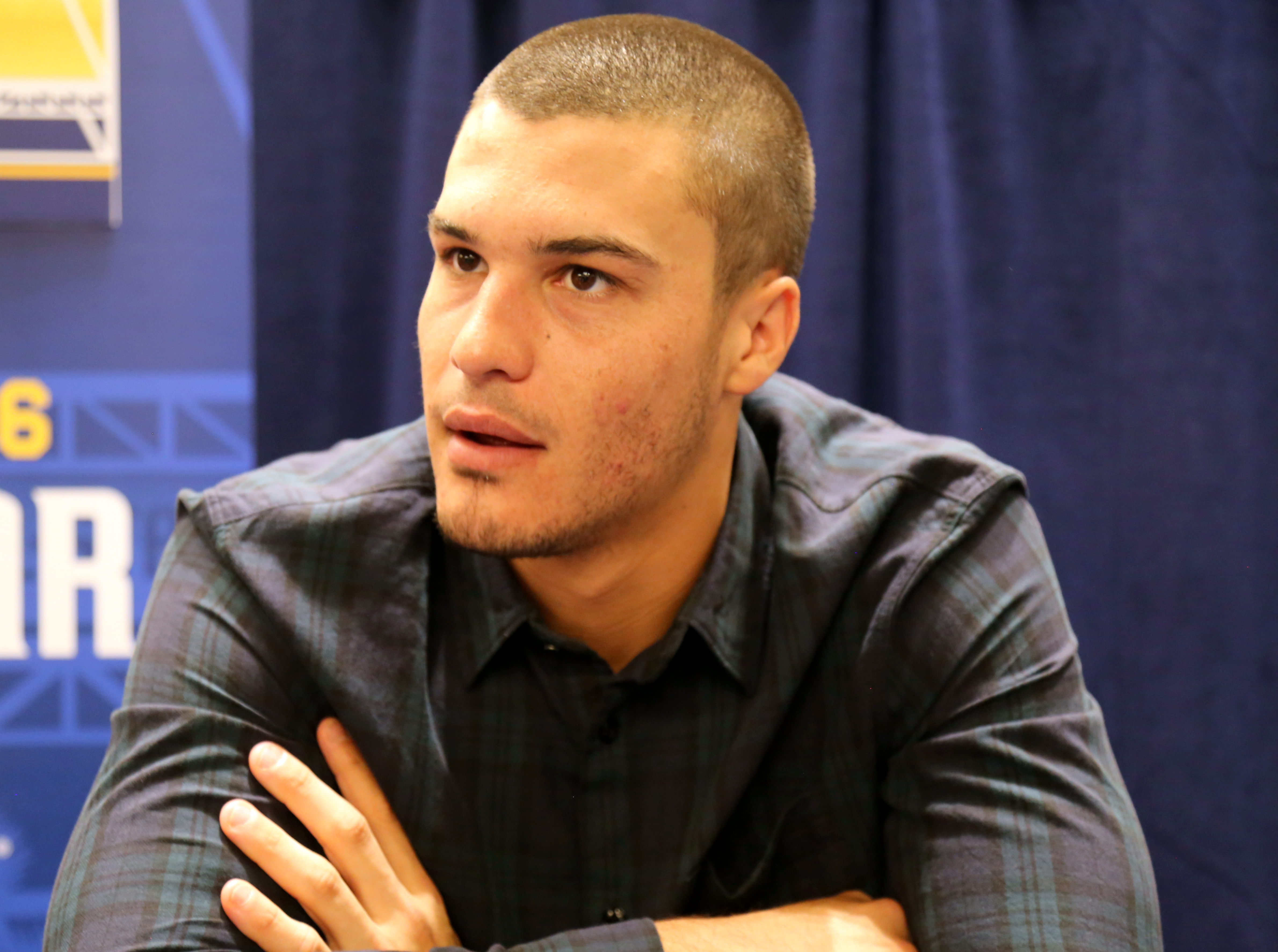
Аренадо перед Матчем всех звёзд лиги 2016 года.

В 2016 году Нолан выбил 41 хоум-ран и 133 RBI, второй раз подряд получив награду Сильвер Слаггер. Действия в защите, где он стал лучшим инфилдером по показателю DRS (англ. Defensive Run Saved, количество потенциальных ранов, предотвращённых защитником), принесли ему четвёртую подряд Золотую перчатку. В гостевых матчах Аренадо отличился 16 хоум-ранами, дав ответ критикам, считавшим что его достижения на бите связаны в первую очередь с высокогорным домашним стадионом. По общему показателю полезности rWAR Нолан стал вторым в Национальной лиге, уступив только лидеру победителей Мировой серии «Чикаго Кабс» Крису Брайанту. В голосовании, определявшем Самого ценного игрока лиги, он занял пятое место. В ноябре 2016 года Аренадо объявил, что в играх Мировой бейсбольной классики 2017 года он будет выступать в составе сборной США, отдав ей предпочтение перед командой Пуэрто-Рико.
Сезон 2017 года начался для него с игр за сборную США, которая впервые в своей истории стала победителем Мировой бейсбольной классики. Аренадо турнир провёл не лучшим образом, но отличился двумя набранными очками в финале против сборной Пуэрто-Рико. В играх регулярного чемпионата МЛБ Нолан выбил 37 хоум-ранов, а также заработал лучшие в своей карьере показатели отбивания (30,9 %) и занятых баз (37,3 %). В третий раз подряд ему была присуждена награда Сильвер Слаггер. При игре в обороне он совершил минимальное для себя количество ошибок (всего девять) и в пятый раз получил Золотую перчатку, повторив результат Итиро Судзуки, также становившегося обладателем награды пять раз в первые пять сезонов в лиге. Впервые с 2009 года «Рокиз» вышли в плей-офф, где в раунде уайлд-кард проиграли «Аризоне» со счётом 8:11. В этом матче Аренадо отличился хоум-раном в восьмом иннинге.
В сезоне 2018 года «Колорадо» впервые в своей истории второй год подряд вышли в плей-офф. Нолан в третий раз за четыре года стал лучшим игроком Национальной лиги по числу хоум-ранов, получив четвёртую подряд награду Сильвер Слаггер. В концовке регулярного чемпионата его эффективность снизилась из-за последствий травмы плеча. В обороне он действовал не так эффективно (только пять DRS после двадцати в двух предыдущих сезонах), но этого было достаточно, чтобы шестой сезон подряд стать обладателем Золотой перчатки.
В феврале 2019 года Аренадо продлил контракт с клубом, истекавший после окончания сезона. Срок нового соглашения составил восемь лет, сумма контракта 260 млн долларов. Средняя годовая зарплата Нолана составила 32,5 млн долларов, что стало рекордом для полевых игроков. Ранее рекордной была сумма 31 млн долларов за сезон, полученная Мигелем Кабрерой от «Детройт Тайгерс». По итогам регулярного чемпионата Нолан вошёл в число претендентов на звание Самого ценного игрока Национальной лиги, несмотря на слабые результаты «Колорадо», потерпевших 91 поражение. Сам Аренадо в регулярном чемпионате обновил личный рекорд по показателю отбивания (31,5 %), выбил 41 хоум-ран и набрал 118 RBI. Также он в седьмой раз подряд стал обладателем награды Золотая перчатка. 
Сокращённый сезон 2020 года стал для него одним из самых неудачных в карьере. С конца июля Аренадо играл через боль в воспалённом суставе левого плеча, что сказалось на его атакующей эффективности. По итогам регулярного чемпионата его показатель отбивания составил всего 25,3 %. После 20 августа ему удалось выбить всего один хоум-ран. Двадцать первого сентября, после того как «Рокиз» практически лишились шансов на выход в плей-офф, руководство клуба внесло Нолана в список травмированных до конца сезона. При этом он стал одним из лучших игроком третьей базы в Национальной лиге по основным статистическим показателям игры в защите. В восьмой раз подряд Аренадо стал лауреатом Золотой перчатки, выйдя на третье место в истории по количеству наград для игроков третьей базы.

##### Сент-Луис Кардиналс
После завершения сезона 2020 года Аренадо запросил у клуба обмен, отказавшись от запрещавшего его пункта в контракте. Первого февраля 2021 года «Рокиз» обменяли его в «Сент-Луис Кардиналс», получив питчеров Остина Гомбера, Тони Лоси и Джейка Соммерса, шортстопа Матео Хиля и игрока третьей базы Элехуриса Монтеро. По условиям сделки «Колорадо» также обязался выплатить оставшуюся часть зарплаты по контракту Аренадо в размере 50 млн долларов. В июле 2021 года он в шестой раз в карьере был выбран в число участников Матча всех звёзд лиги. Всего в регулярном чемпионате 2021 года он провёл 157 матчей, отбивая с эффективностью 25,5 % и выбив 34 хоум-рана. По итогам сезона Аренадо в девятый раз стал обладателем Золотой перчатки.